# Mielkeana
Mielkeana là một chi bướm đêm thuộc phân họ Tortricinae của họ Tortricidae.

## Các loài
- Mielkeana angysocia Razowski & Becker, 1986
- Mielkeana gelasima Razowski & Becker, 1983
- Mielkeana perbella Razowski, 1993